# Stegana izu
Stegana izu är en tvåvingeart som beskrevs av Vasily S. Sidorenko 1997. Stegana izu ingår i släktet Stegana och familjen daggflugor. Inga underarter finns listade i Catalogue of Life.